# Andrzej Pakuła
Andrzej Pakuła MIC (ur. 1964 w Jacni) – ksiądz katolicki, generał Zgromadzenia Księży Marianów od 2011 do 2023, prowincjał Polskiej Prowincji Zgromadzenia Księży Marianów od 1999 do 2005 roku, doktor, radny Rady Generalnej zakonu od 2005 do 2011 roku.
Jest autorem biografii założyciela zgromadzenia Mąż Boży. Szkice teologiczno-duszpasterskie o ojcu Stanisławie Papczyńskim (Warszawa 2007, Wydawnictwo Księży Marianów, ISBN 978-83-7502-091-5), a także książki poświęconej wszystkim dziełom S. Papczyńskiego (Pisma zebrane. Stanisław Papczyński, Wydawnictwo Księży Marianów, ISBN 978-83-7502-031-1).